# Semeï
Semeï (kazakh : Семей ; russe : Семей) est une ville de l'oblys d'Abay (intégré avant 2022 au Kazakhstan-Oriental), dans le nord-est de la République du Kazakhstan.
Semeï s'appelait Semipalatinsk jusqu'en 1994. Sa population s'élève à 312 075 en 2014.

## Géographie

### Situation géographique
La ville s'est développée au confluent de l'Oulba et de l'Ertis, affluent majeur de l'Ob.
Semeï est située dans la région du Kazakhstan-Oriental à environ 530 km de la frontière Russie-Chine-Kazakhstan.
Semeï est située à 240 km à l'ouest de la capitale régionale, Öskemen.

### Climat
Le climat de Sémeï est extrêmement continental (fortes amplitudes thermiques saisonnières) et sec.
Les précipitations sont réparties de manière assez uniforme sur l'ensemble de l'année, juillet étant le mois le plus arrosé, mais le total des précipitations annuelles est faible (268 mm/an).
La neige recouvre le sol en moyenne 132 jours par an de la mi-novembre à la fin mars.
La hauteur de neige peut atteindre 126 cm à la fin de l'hiver.
- Température record la plus froide : -48.6 °C (novembre 1910)
- Température record la plus chaude : 42.5 °C (août 2002)
- Nombre moyen de jours avec de la neige dans l'année : 86
- Nombre moyen de jours de pluie dans l'année : 86
- Nombre moyen de jours avec de l'orage dans l'année : 22
- Nombre moyen de jours avec tempête de neige dans l'année : 12

| Mois         | jan. | fév. | mars | avril | mai  | juin | jui. | août | sep. | oct. | nov. | déc. | année |
| ------------ | ---- | ---- | ---- | ----- | ---- | ---- | ---- | ---- | ---- | ---- | ---- | ---- | ----- |
| T. min. moy. | −19  | −19  | −13  | 0,2   | 6,5  | 12   | 14,5 | 11,6 | 5,6  | −0,5 | −9,3 | −16  | −2,2  |
| T. moy. (°C) | −14  | −14  | −7,5 | 6,4   | 14,2 | 19,8 | 21,8 | 19   | 12,6 | 4,7  | −5   | −11  | 3,9   |
| T. max. moy. | −9,7 | −8,5 | −1,3 | 13,3  | 21,5 | 26,8 | 28,5 | 26,4 | 20,4 | 11,3 | −0,1 | −6,8 | 10,1  |
| Préc. (mm)   | 15   | 17   | 14   | 16    | 28   | 29   | 45   | 23   | 16   | 21   | 23   | 21   | 268   |

## Histoire

### L'implantation russe
Semeï est fondée en 1718, comme fort avancé des Cosaques de l'armée russe sur la rivière Irtych, près d'un ancien monastère bouddhiste en ruines.
Jusqu'en 1782, la place est nommée Semipalatkoi (russe : Семипалаткой),.
Le nom venait des sept bâtiments qui composent le monastère, (russe : Семь Палат). La traduction littérale du nom russe de la ville est « aux sept bâtiments », bien que plus tard on retrouve les traces de 9 ou 10 bâtiments. Le fort est fréquemment inondé lors des crues de la rivière Irtych alimentées par la fonte des neiges du massif de l'Altaï.
En 1778, la garnison et le fort sont déplacés de 18 km en amont, à un endroit moins sujet aux inondations. La ville connaît une croissance des constructions autour du fort, en profitant économiquement de sa position sur la rivière et de son statut de base avancée de l'Empire russe pour commercer avec les peuples nomades d'Asie centrale.
À partir de 1854, la ville est le centre administratif de l’oblast de Semipalatinsk. Dostoievski y est simple soldat, à la fin de sa condamnation aux quatre ans de bagne, en 1854. Il y est promu sous-officier et peut retourner en Russie d'Europe en 1859.
À la fin du XIXe siècle, on y exile des opposants politiques.

### Le centre d'expérimentation nucléaire
À l'époque soviétique, la ville de Semipalatinsk servait de centre pour les essais nucléaires de l'Armée soviétique. Les expérimentations avaient lieu à 150 km à l'ouest de la ville, en plein milieu de la steppe kazakhe, dans ce qui est appelé le polygone nucléaire de Semipalatinsk.
Entre 1949 et 1989, 468 explosions nucléaires ont eu lieu dans la zone d'essais dont 125 à l'air libre. La ville a gardé les infrastructures scientifiques et technologiques liées à son statut de ville-laboratoire ainsi qu'une université de bon niveau. En contrepartie, Semeï et sa banlieue ont des taux de radioactivité extrêmement inquiétants. Le nombre de cancers, de leucémies chez les enfants et de malformations à la naissance est tout aussi effrayant.
Les radiations nucléaires, issues du polygone de Semipalatinsk, provoqueraient des troubles de santé à plus d'un Kazakh sur dix. Un grand nombre de bébés souffrant de malformations congénitales sont abandonnés par leurs parents. De nombreux rapports concernant les taux de radiation subis par les populations locales ont disparu, mais certains ont subsisté et font état de chiffres inquiétants et établissent que de nombreuses personnes ont subi de graves irradiations.

### De Semipalatinsk à Semeï
Semipalatinsk devient kazakh lors de l'indépendance du Kazakhstan de la Communauté des États indépendants en 1991, elle change de nom en 1994 pour devenir Semeï.
Semeï était la capitale de l'oblys de Semeï jusqu'à la fusion administrative de celui-ci avec l'oblys du Kazakhstan-Oriental en 1999. La capitale du nouvel oblys est Öskemen.
Semeï abrite une Université d'État et l'Académie d'État de médecine.

## Population

### Croissance démographique
Semipalatinsk connaît une croissance démographique régulière au XXe siècle jusqu'à la dislocation de l'Union soviétique. Sa population chute ensuite brutalement au cours des années 1990, mais amorce une nette reprise dans les premières années du XXIe siècle.
Recensements (*) ou estimations de la population
| 1881   | 1897*  | 1926*  | 1939*   | 1959*   | 1970*   | 1979*   |
| ------ | ------ | ------ | ------- | ------- | ------- | ------- |
| 17 820 | 26 246 | 56 100 | 109 700 | 156 110 | 235 735 | 282 574 |

| 1989*   | 1999*   | 2009*   | 2012    | 2013    | 2014    | 2015    |
| ------- | ------- | ------- | ------- | ------- | ------- | ------- |
| 334 402 | 269 574 | 299 264 | 305 795 | 309 772 | 312 056 | 313 726 |

### Composition ethnique
La composition ethnique de la circonscription urbaine (au 1er janvier 2010) est,:
| Ethnie      | Membres | taux     |
| ----------- | ------- | -------- |
| Kazakhs     | 200 386 | 63,23 %  |
| Russes      | 94 868  | 29,93 %  |
| Tatars      | 11 645  | 3,67 %   |
| Allemands   | 3 136   | 0,99 %   |
| Ukrainiens  | 2 425   | 0,77 %   |
| Biélorusses | 675     | 0,21 %   |
| Ouïghours   | 467     | 0,15 %   |
| Coréens     | 392     | 0,12 %   |
| Ouzbeks     | 358     | 0,11 %   |
| autres      | 2 587   | 0,82 %   |
| Total       | 216 939 | 100,00 % |

## Infrastructures et économie

### Transports
Semeï est une plaque tournante du transport de l'est du Kazakhstan.
Le Turksib qui va de Novossibirsk à Arys traverse la ville.
Semeï possède deux gares offrant des liaisons nationales avec Astana, Almaty et Pavlodar, et avec Barnaoul et Novossibirsk en Russie.
La rivière Irtysh est traversée par trois pont à Semeï.
En 1998-2002, on y a construit l'un des plus longs ponts suspendus au monde, sa longueur totale de 1086 mètres le classe au 33e rang mondial.
La ville est reliée par bus avec les autres villes centrales du Kazakhstan : Öskemen, Pavlodar, Astana, Taldyqorghan, Karaganda et de la Russie : Roubtsovsk, Barnaoul, Tomsk, et Omsk.
L'aéroport de Semeï dessert Astana, Almaty, Ajagus Öskemen et Moscou.

### Industrie
L'industrie de Semeï est surtout représentée par les constructions mécaniques et l'élaboration de matériaux de construction : on y trouve de multiples cimenteries, des laminoirs pour les armatures de béton armé, des ateliers d’équarrissage du marbre, du granite et de l'ardoise. La ville compte aussi de nombreuses mégisseries : la SARL Semspezsnab produit les uniformes de l'armée et des frontaliers kazakhs. C'est également là que sont tissés les costumes traditionnels kazakhs. L'industrie agroalimentaire locale conditionne le lait, les boissons alcoolisées (vodka et bière) et la viande pour le marché kazakh. Outre une usine, les boulangeries Vostok ont leur siège social à Semei.

### Agriculture
Sur les 27 700 km2 de la région dont dépend Semeï, 747,3 ha étaient cultivés en 2009 pour la production de céréales, 3 013 ha par la culture de la pomme de terre et 1 294 ha par les cultures maraîchères. Le secteur agricole 7 277 tonnes de viande, 14 285 tonnes de lait, 50,8 millions d'œufs et 356 tonnes de laine.

## Culture
La proximité de la frontière avec la Russie donne à la ville une atmosphère plus russe que le reste du pays.
Aujourd'hui, Semeï est une ville universitaire active.

### Éducation
L'enseignement supérieur est représenté par six universités: l'Université nationale de Semeï (de), l'Université nationale de médecine de Semeï (ru), l'Institut national pédagogique de Semeï (ru), l'Académie Kazakhe des finances et de l'économie, l'Université kazakhe de droit et un établissement de l'Université Kaynar.

### Théâtres
La ville a deux théâtres: le théâtre Abaï en langue kazakhe et le théâtre Dostoïevski en langue russe.

### Musées
- Musée régional des Beaux-Arts du Kazakhstan oriental (ru)
- Musée Abaï de la littérature (ru)
- Musée Dostoïevski

### Jumelages
- Ypres (Belgique)[13]
- Pouchkine (ville) (Russie)[14]

## Personnalités liées à la commune
- Fiodor Dostoïevski[n 1] ;
- Andrei Karpovich ;
- Abaï Kounanbaïouly[n 2] ;
- Wladimir Klitschko[n 3] ;
- Ierjane Maïamerov[n 4] ;
- Sergej Pirojkov ;
- Samat Smakov ;
- Galina Vichnevskaïa ;

## Galerie

La place centrale.
La Mosquée de pierre (de).
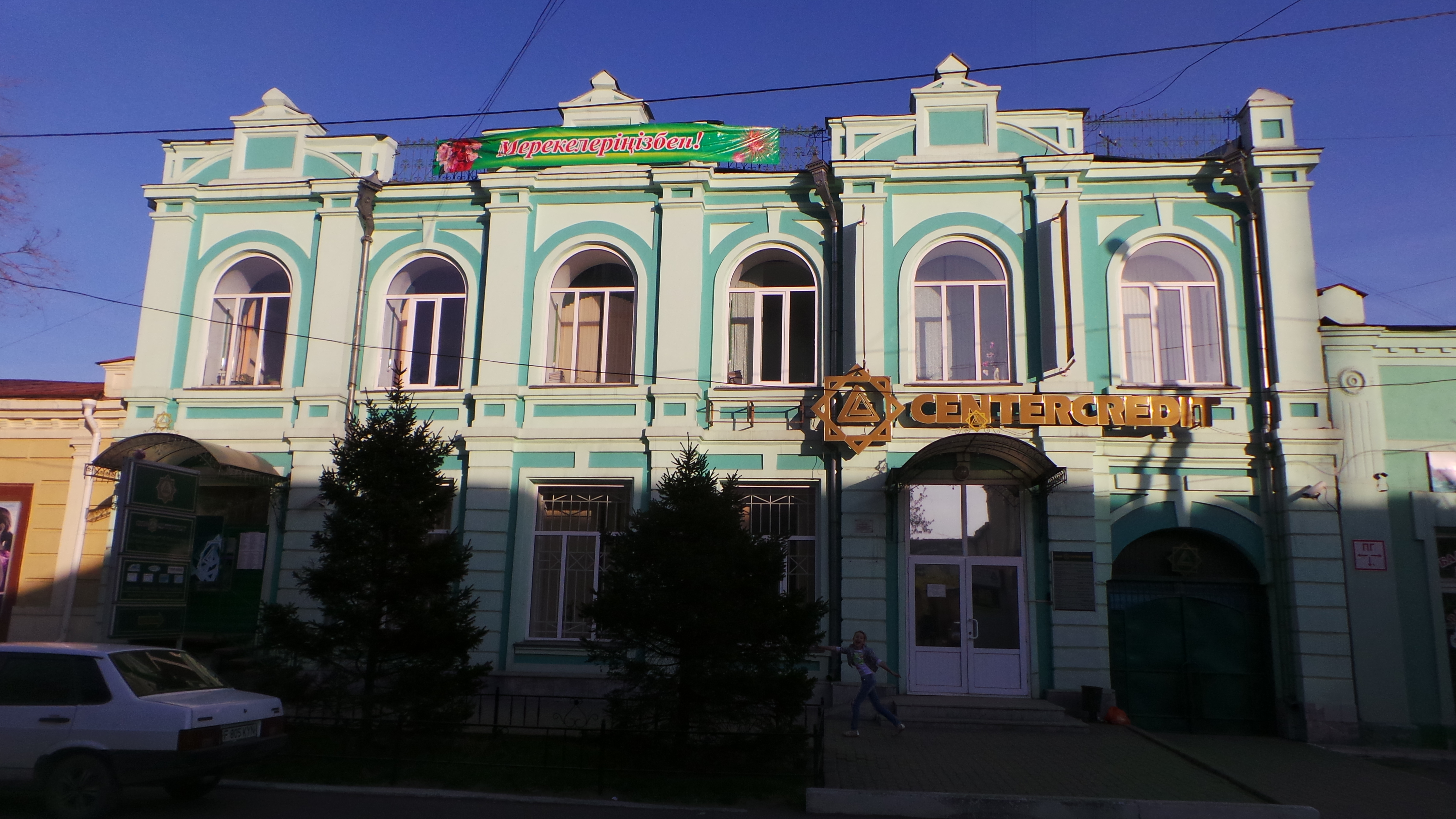
L'ancienne bibliothèque.
Pont.
Le musée Abaï de la littérature (ru).
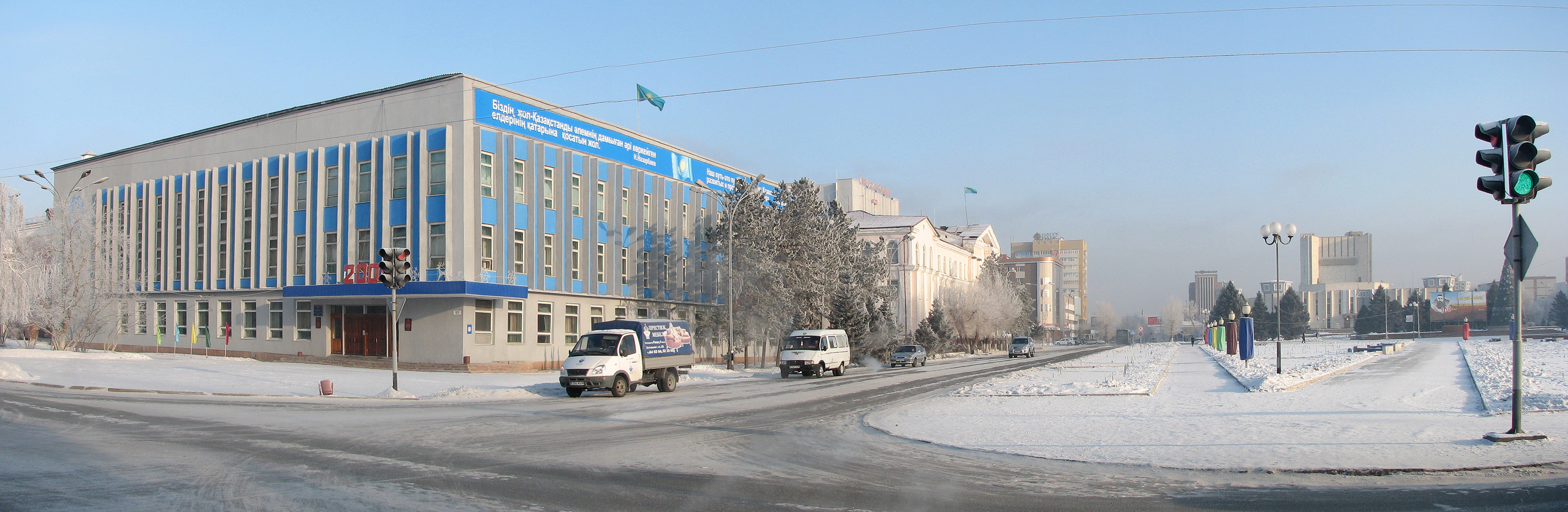
La bibliothèque Abaï.
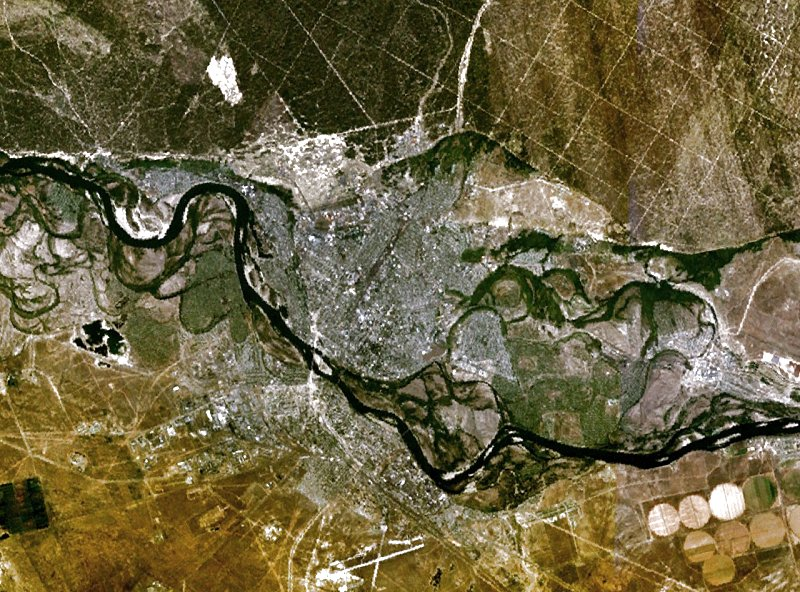
Photo-satellite de Semeï
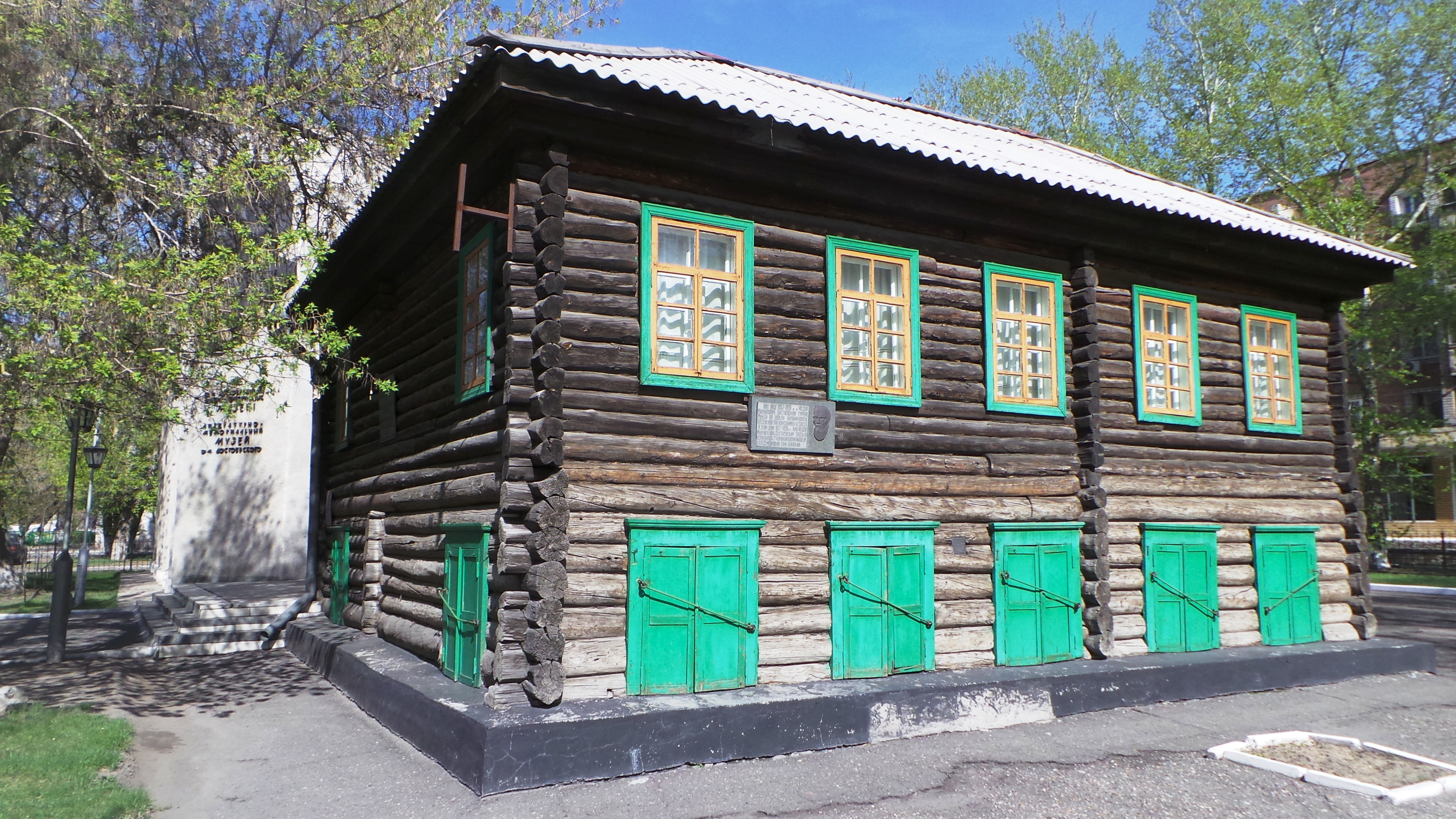
La maison de Dostoïevski.
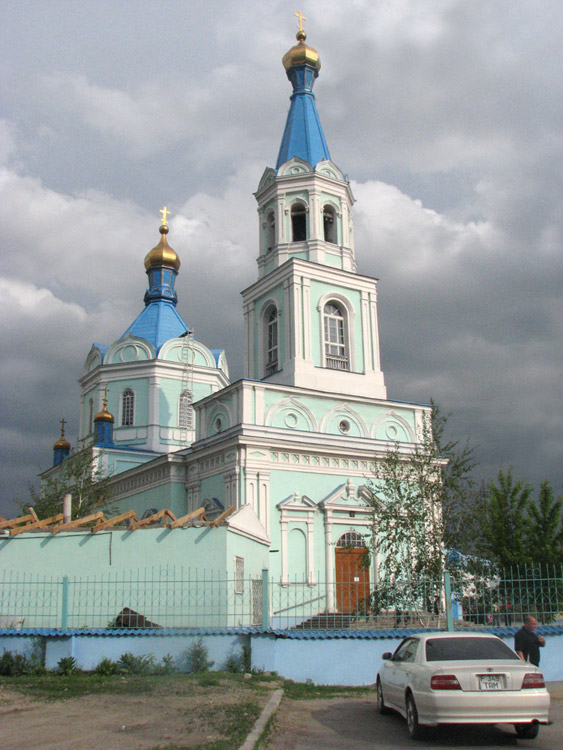
la cathédrale de la Résurrection.
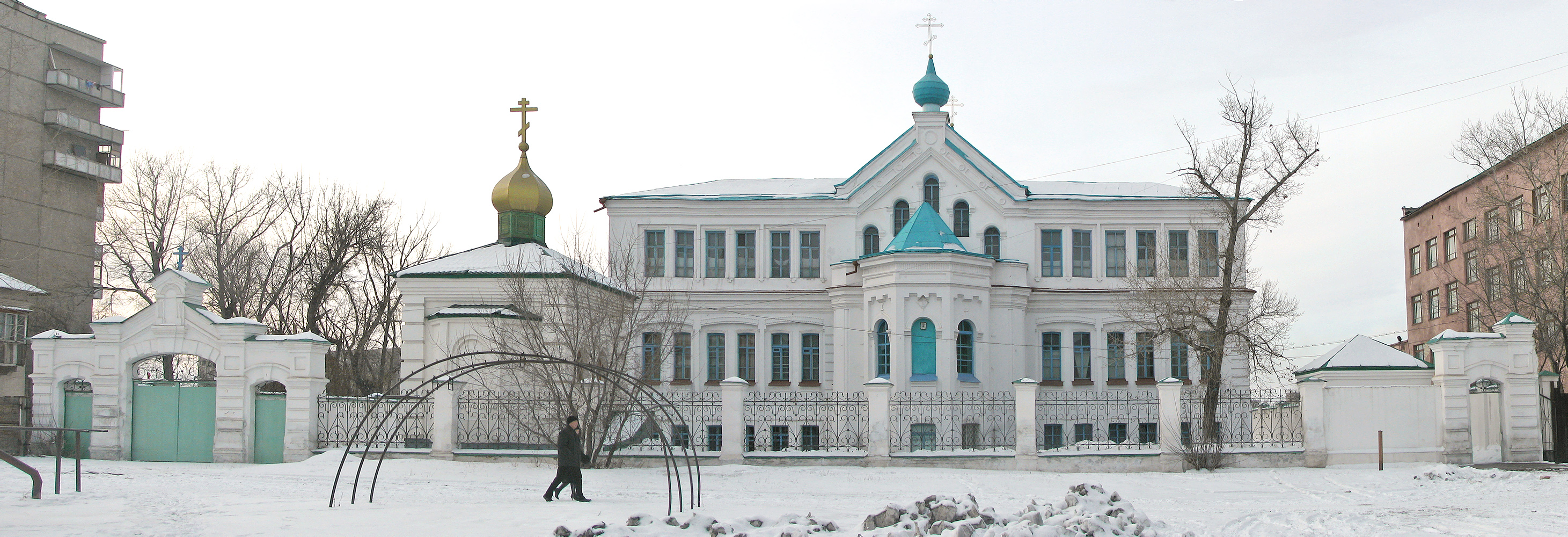
Monastère de Semeï.